# Ekoznačení
Ekoznačení, někdy též ekolabeling (z anglického ecolabelling) je označování výrobků nebo služeb, u kterých bylo prokázáno, že plní předem stanovené požadavky týkající se jejich vlivu na životní prostředí s ohledem na jejich životní cyklus, charakteristickým grafickým symbolem – ekoznačkou. Jde o jeden z druhů certifikace třetí stranou, tj. ani výrobcem, ani spotřebitelem, podle normy ČSN ISO 14024 Environmentální značky a prohlášení – Environmentální značení typu I – Zásady a postupy. Tato mezinárodní norma stanovuje zásady a postupy pro rozvíjení programů environmentálního značení typu I, zahrnující výběr kategorií výrobků, environmentálních kritérií výrobků a funkčních charakteristik výrobků a rovněž pro posuzování a prokazování splnění požadavků. Dále stanovuje certifikační postupy pro udělení značky. Certifikaci (či udělování ekoznačky) provádí konkrétní certifikační program, tj. program ekoznačení. Norma jej definuje jako "dobrovolný program třetí strany, založený na základě uplatnění více kritérií, který uděluje licence opravňující k používání environmentálních značek na výrobcích, které ukazují, v rámci určité výrobkové kategorie, na celkovou největší vhodnost výrobku z environmentálního hlediska s ohledem na životní cyklus."
Činností programu ekoznačení je:
- výběr produktových skupin (skupin výrobků či služeb), u kterých lze s přihlédnutím k aktuálním technologickým možnostem a míry zastoupení na trhu významně snížit jejich dopad na životní prostředí v celém životním cyklu
- stanovení veřejných požadavků, které musí produkty v dané skupině splňovat, aby mohly být považovány za šetrnější k životnímu prostředí s ohledem na celý jejich životní cyklus, a jejich periodická aktualizace
- certifikace, tj. udělování práva (formou licenční smlouvy) užívat logo ekoznačky k marketingu produktů, které dané požadavky splňují – na určitou dobu s možností prodloužení
- kontrola, že produkty dané vlastnosti v době platnosti licenční smlouvy stále splňují

## Cíle ekoznačení
V nejužším pojetí jsou cíle v zásadě dva:
1. Umožnit firmám vyzdvihnout šetrnost k životnímu prostředí u svých výrobků a služeb věrohodným způsobem
2. Umožnit spotřebitelům výrobky a služby šetrnější k životnímu prostředí snadno rozpoznat

V širším ohledu jsou definovány cíle rozsáhlejší:
1. Chránit životní prostředí
2. Podporovat inovativní řešení šetrnější k životnímu prostředí a jejich další zlepšování
3. Zvyšovat povědomí spotřebitelů o otázkách životního prostředí

## Historie a programy ekoznačení
Označování produktů, jež poškozují životní prostředí méně než jiné výrobky ve stejné kategorii(tj. zelený marketing), začala být populární na přelomu 60. a 70. let 20. století, kdy se zvedla vlna veřejného zájmu o stav životního prostředí díky lepší informovanosti o důsledcích výrobních procesů pro přírodní ekosystémy. Mezi spotřebiteli v hospodářsky vyspělých zemích měly takto označené výrobky úspěch, protože jejich nakupováním mohli projevit svou snahu životnímu prostředí pomoci. V důsledku toho vzrostl obrat firem, které takové výrobky uváděly na trh. Úměrně tomu se však logicky začal zvyšovat počet výrobků, jež firmy vydávaly za ekologicky šetrnější, aniž by s nimi bylo nějaké skutečné snížení negativního dopadu na životní prostředí spojeno. Podle všeho nezůstalo jen u výrobků a soukromých firem, protože ve Spojených státech i veřejné služby jen za rok 1969 utratily více než 300 milionů dolarů na propagaci, což je více než osminásobek toho, co bylo vynaloženo na výzkum možností pro snižování znečištění, které bylo zmiňováno při oné propagaci.
Konkurence a environmentální organizace poukazovaly na zjištěné rozdíly ve skutečných a inzerovaných vlastnostech výrobků a v analogii s pojmem „brainwashing“(vymývání mozků) se začal používat pojem „greenwashing“. Jednou z reakcí na tuto situaci byla snaha o vytvoření mezinárodních standardů pro věrohodné a ověřitelné informování o výjimečných vlastnostech výrobků ohledně jejich vlivu na životní prostředí a posléze vznik programů environmentálního značení typu I (tj. ekoznačení) a typu III.
První program ekoznačení vznikl v roce 1978 ve Spolkové republice Německo. Podle podoby jeho loga se pro něj vžil název "Modrý anděl" (Der Blaue Engel). Po jeho úspěchu následovaly další. Druhý v pořadí, kanadský  program "Environmental Choice" vznikl v roce 1988. Jako první nadnárodní program ekoznačení vznikla v roce 1989 "Severská ekoznačka" jako společný program Norska, Švédska, Finska a Islandu. V roce 1997 se k němu připojilo i Dánsko. V tom samém roce (1989) byl ještě vyhlášen program ekoznačení v Japonsku a první nestátní program v USA –  Green Seal. V90. letech 20. století pak byly programy ekoznačení (státní, nestátní, národní i nadnárodní) zakládány v řadě dalších zemí. V roce 1992 byl založen společný program ekoznačení Evropské unie – Ekoznačka EU. Dva roky na to (1994) vznikl český "Národní program označování výrobků ochrannou známkou "Ekologicky šetrný výrobek". Ve stejném roce byla založena  Global Ecolabelling Network (GEN), která si jako nezisková nevládní organizace sdružující národní i mezinárodní programy ekoznačení z celého světa klade za cíl "vylepšovat, propagovat a rozvíjet ekoznačení výrobků a služeb".

## Základní principy ekoznačení
Dokument GEN uvádí tyto základní principy:
1. Dobrovolná účast
2. Soulad s právními normami, zejména těmi týkajícími se životního prostředí
3. Zahrnutí hodnocení použitelnosti produktů, aby kromě šetrnosti k životnímu prostředí dobře sloužily svému účelu
4. Vycházení ze solidních vědeckých a technických zásad (podložení ověřitelnými fakty)
5. Požadavky vystihují vlastnosti nejlepších produktů ve své kategorii
6. Požadavky musí být věrohodná, relevantní, splnitelná a měřitelná
7. Nezávislost
8. Otevřený a odpovědný proces certifikace
9. Pružnost k přizpůsobování se změnám v dostupných technologiích a na trhu
10. Soulad se zásadami norem ISO 14020 a ISO 14024 (nebo jiných vhodných dokumentů)

## Výhody a nevýhody ekoznačení

### Výhody
Mezi hlavní výhody patří:
- Nástroj ochrany životního prostředí s preventivním efektem

Svou povahou přispívá k předcházení škodám na životním prostředí, tj. zabývá se odstraňováním jejich příčin místo snižování dopadu jejich následků. To má nejen pozitivní vliv na životní prostředí, ale současně vede k úsporám ekonomickým i materiálním a zvyšuje konkurenceschopnost daného podniku.
- Široký záběr postihující více vlastností produktu s dopadem na životní prostředí

Na rozdíl od vlastního environmentálního tvrzení, které ze své podstaty může pojmout sdělení jen o jedné vlastnosti výrobku, ekoznačení umožňuje komplexně zahrnout více aspektů reprezentujících hlavní dopady na životní prostředí v celém životním cyklu produktu.
- Neustálý tlak na zvyšující se šetrnost k životnímu prostředí

Požadavky k udělení ekoznačky pro výrobky daných produktových skupin se periodicky aktualizují (zpravidla jednou za tři roky), aby odrážely stávající úroveň technologických možností a znalostí o dopadu na životní prostředí. Tak se udržuje stále stejná "úroveň nadstandardu" oproti ostatním produktům se stejnou funkcí a hodnota ekoznačky a zároveň motivuje držitele ekoznačky k dalšímu zlepšování. Nepřímo se tak ovlivňuje úroveň šetrnosti k životnímu prostředí v celém výrobním sektoru a souvisejícím dodavatelském řetězci.
- Využitelnost jako nástroje ke vzdělávání spotřebitelů

Vedle vzdělávání spotřebitelů tím, že ekoznačku spatřují např. na obalech výrobků v obchodech, lze osvětový efekt podpořit zveřejňováním důvodů, proč jsou požadavky k udělení ekoznačky nastaveny právě tak, jak jsou a tím informovat spotřebitele o škodlivých vlivech různých látek a procesů na životní prostředí. Taková vysvětlení zdůvodňují i prospěšnost nákupu a užívání produktů s ekoznačkou.
- Větší uplatnitelnost produktů s ekoznačkou ve veřejných zakázkách

"Usnesení vlády č. 465/2010 doporučuje veřejným organizacím v případech, kdy nelze při nákupu zboží uplatnit výběr podle metodik zmíněných v usnesení, upřednostnit produkty certifikované ekoznačkou.

### Nevýhody
Mezi nejčastěji zmiňované nevýhody patří:
- Velké množství ekoznaček, ve kterém se spotřebitel těžko vyzná a rozezná ty důvěryhodné[7]
- Ekoznačení neinformuje o vlivu produktu na životní prostředí tak přesně, jako výsledky posouzení životního cyklu. Ačkoli požadavky na udělení ekoznačky životní cyklus berou v úvahu, jejich výběr může být zdrojem nepřesností.[8]